# 17870 Pannett
17870 Pannett este o planetă minoră (asteroid), cu un diametru de 4,079 km, din centura de asteroizi. A fost descoperită pe 28 august 1998 la Magdalena Ridge Observatory⁠(d) de Lincoln Near-Earth Asteroid Research. 
Obiectul prezintă o orbită caracterizată de o semiaxă mare de 2,3954707 UAi, o excentricitate de 0,16, o înclinație de 6,77175 ° în raport cu ecliptica.